# Oberreichenbach (Schwarzwald)
Oberreichenbach ist eine Gemeinde im nördlichen Schwarzwald. Sie gehört zum baden-württembergischen Landkreis Calw.

## Geographie

### Geographische Lage
Die Gemeinde liegt naturräumlich auf der Enz-Nagold-Platte zwischen 456,5 m ü. NHN am Würzbach und 727,5 m ü. NHN auf dem Becherkopf, etwa jeweils 6 km von der Kreisstadt Calw und Bad Liebenzell entfernt. Sie gehört zur Region Nordschwarzwald. Mehr als 70 % des Gemeindegebiets sind bewaldet. Die nächsten größeren Städte in der Umgebung sind das 40 km östlich gelegene Stuttgart und Pforzheim, 20 km nördlich. Der Ortsname stammt von dem unweit entspringenden Reichenbach, der nach dem Übertritt in die Gemarkung Hirsau Schweinbach heißt.

### Nachbargemeinden
Es grenzen die Gebiete der Gemeinden
- Bad Liebenzell
- Bad Teinach-Zavelstein
- Bad Wildbad
- Calw
- Neuweiler
- Schömberg

an das Gemeindegebiet von Oberreichenbach an.

### Gemeindegliederung
Zur Gemeinde Oberreichenbach gehören die folgenden ehemaligen Gemeinden mit ihren Teilorten:
- Oberreichenbach mit Weiler Siehdichfür
- Igelsloch mit Gehöft Unterkollbach
- Oberkollbach
- Würzbach mit Weiler Naislach

Ehemalige Ortschaften:
- Eberspiel, in Oberkollbach aufgegangen[2]
- Oberwürzbach (Gemarkung Würzbach)

### Schutzgebiete
In Oberreichenbach gibt es zwei Naturschutzgebiete, den Waldmoor-Torfstich und die Hesel-, Brand- und Kohlmisse. Der Westen der Gemarkung gehört zum Landschaftsschutzgebiet Großes und Kleines Enztal mit Seitentälern, im Osten hat die Gemeinde Anteil am Landschaftsschutzgebiet Schweinbachtal. Zudem befinden sich auf dem Gemeindegebiet mehrere Teilgebiete des FFH-Gebiets Kleinenztal und Schwarzwaldrandplatten. Oberreichenbach liegt im Naturpark Schwarzwald Mitte/Nord.

## Geschichte

### Überblick
Ursprünglich gehörte Oberreichenbach den Grafen von Calw. 1303 kam der Ort an das Kloster Hirsau und blieb dort als Vogtei bis ins 18. Jahrhundert.
In der ehemaligen Gemeinde Würzbach liegt die Wüstung Oberwürzbach, einem im 11./12. Jahrhundert gegründeten Waldhufendorf, das im 14./15. Jahrhundert aufgegeben wurde.

### Verwaltungszugehörigkeiten
Bei der Neugliederung des jungen Königreichs Württemberg am Beginn des 19. Jahrhunderts wurde Oberreichenbach dem Oberamt Calw zugeordnet, ebenso Oberkollbach und Würzbach. Igelsloch hingegen kam 1809 zum Oberamt Neuenbürg.
Die in Oberkollbach aufgegangene Ortschaft Eberspiel war von 1835 bis 1838 eine selbstständige Gemeinde.
Bei der Kreisreform während der NS-Zeit in Württemberg gelangten alle Gemeinden der heutigen Gemarkung 1938 zum Landkreis Calw. 1945 wurde das Gebiet Teil der Französischen Besatzungszone und kam somit zum Nachkriegsland Württemberg-Hohenzollern, welches 1952 im Land Baden-Württemberg aufging.

### Gemeindereform
Im Zuge der Gemeindereform in Baden-Württemberg 1974/75 wurden am 1. Dezember 1974 die Gemeinden Oberkollbach und Igelsloch nach Oberreichenbach eingemeindet. Die heutige Gemeinde entstand am 1. Januar 1975 durch Vereinigung von Oberreichenbach und Würzbach.

## Demographie
Einwohnerentwicklung:
| Jahr | Einwohner |
| ---- | --------- |
| 1990 | 2.645     |
| 2001 | 2.856     |
| 2011 | 2.799     |
| 2021 | 2.931     |

## Religion
Die evangelischen Bewohner des Hauptorts Oberreichenbach gehören mit denen von Calw-Altburg zur evangelischen Kirchengemeinde Altburg & Oberreichenbach im Kirchenbezirk Calw-Nagold. Die evangelischen Bewohner der Teilorte Igelsloch (mit Siehdichfür), Oberkollbach und Würzbach (mit Naislach) gehören seit der letzten Änderung im Jahr 2015 zur gemeinsamen Kirchengemeinde Würzbach & Oberkollbach/Igelsloch, Das gemeinsame Pfarramt wurde nach einer kurzen Übergangszeit zum Jahresbeginn 2020 wieder von Würzbach nach Oberkollbach zurückverlegt.
Neben den landeskirchlichen Gemeinden gibt es in Oberkollbach auch eine evangelisch-methodistische Kirche und in Oberreichenbach eine Neuapostolische Gemeinde.
Die katholischen Einwohner gehören zur Seelsorgeeinheit Calw-Bad Liebenzell.

## Politik

### Verwaltungsgemeinschaft
Die Gemeinde Oberreichbach gehört zur vereinbarten Verwaltungsgemeinschaft Calw / Oberreichenbach.

### Gemeinderat
Der Gemeinderat in Oberreichenbach hat 12 Mitglieder. Er besteht aus den gewählten ehrenamtlichen Gemeinderäten und dem Bürgermeister als Vorsitzendem. Der Bürgermeister ist im Gemeinderat stimmberechtigt.
Die Kommunalwahl am 9. Juni 2024 führte zu folgendem vorläufigen Endergebnis.
| Parteien und Wählergemeinschaften | Parteien und Wählergemeinschaften | % 2024 | Sitze 2024 | % 2019 | Sitze 2019 | Kommunalwahl 2024 Oberreichenbach %50403020100 49,5 %27,1 %15,7 %7,7 % BürgerlisteFWBürgernäheSPDGewinne und Verlusteim Vergleich zu 2019 %p 4 2 0 −2 −4+0,7 %p−3,0 %p+2,5 %p−0,3 %pBürgerlisteFWBürgernäheSPD |
| Bürgerliste                       | 49,5                              | 6      | 48,8       | 6      |            | Kommunalwahl 2024 Oberreichenbach %50403020100 49,5 %27,1 %15,7 %7,7 % BürgerlisteFWBürgernäheSPDGewinne und Verlusteim Vergleich zu 2019 %p 4 2 0 −2 −4+0,7 %p−3,0 %p+2,5 %p−0,3 %pBürgerlisteFWBürgernäheSPD |
| Freie Wähler                      | 27,1                              | 3      | 30,1       | 3      |            | Kommunalwahl 2024 Oberreichenbach %50403020100 49,5 %27,1 %15,7 %7,7 % BürgerlisteFWBürgernäheSPDGewinne und Verlusteim Vergleich zu 2019 %p 4 2 0 −2 −4+0,7 %p−3,0 %p+2,5 %p−0,3 %pBürgerlisteFWBürgernäheSPD |
| Liste für mehr Bürgernähe         | 15,7                              | 2      | 13,2       | 2      |            | Kommunalwahl 2024 Oberreichenbach %50403020100 49,5 %27,1 %15,7 %7,7 % BürgerlisteFWBürgernäheSPDGewinne und Verlusteim Vergleich zu 2019 %p 4 2 0 −2 −4+0,7 %p−3,0 %p+2,5 %p−0,3 %pBürgerlisteFWBürgernäheSPD |
| SPD                               | 7,7                               | 1      | 8,0        | 1      |            | Kommunalwahl 2024 Oberreichenbach %50403020100 49,5 %27,1 %15,7 %7,7 % BürgerlisteFWBürgernäheSPDGewinne und Verlusteim Vergleich zu 2019 %p 4 2 0 −2 −4+0,7 %p−3,0 %p+2,5 %p−0,3 %pBürgerlisteFWBürgernäheSPD |
| gesamt                            | 100,0                             | 12     | 100,0      | 12     |            | Kommunalwahl 2024 Oberreichenbach %50403020100 49,5 %27,1 %15,7 %7,7 % BürgerlisteFWBürgernäheSPDGewinne und Verlusteim Vergleich zu 2019 %p 4 2 0 −2 −4+0,7 %p−3,0 %p+2,5 %p−0,3 %pBürgerlisteFWBürgernäheSPD |
| Wahlbeteiligung                   | 70,7 %                            | 70,7 % | 69,4 %     | 69,4 % |            | Kommunalwahl 2024 Oberreichenbach %50403020100 49,5 %27,1 %15,7 %7,7 % BürgerlisteFWBürgernäheSPDGewinne und Verlusteim Vergleich zu 2019 %p 4 2 0 −2 −4+0,7 %p−3,0 %p+2,5 %p−0,3 %pBürgerlisteFWBürgernäheSPD |

### Bürgermeister
Bürgermeister ist seit dem 1. April 2024 Johannes Schaible. Er wurde am 4. Februar 2024 mit 56,1 Prozent der Stimmen gewählt.
Zum ersten Bürgermeister der 1975 neu gebildeten Gemeinde wurde Dietmar Greif gewählt, der das Amt am 1. April 1976 übernahm und bis 2008 innehatte. Bürgermeister von 2008 bis 2024 war Karlheinz Kistner.

### Wappen
Blasonierung: Geteilt durch einen erniedrigten blauen Wellenbalken; oben in Gold (Gelb) vier bewurzelte grüne Tannen, unten in zwei Reihen von Gold (Gelb) und Rot geschacht (zehn Plätze).
Die vier Tannen stehen für die vier Ortsteile und den Schwarzwald. Das Schach von Gold und Rot ist das Wappen der Herrschaft Zavelstein, zu der Würzbach einst gehörte.

## Kultur und Sehenswürdigkeiten

### Kirchen
- Im Hauptort Oberreichenbach gibt es seit 1970 die evangelische Lukaskirche in Zeltform mit später angebautem Gemeindehaus. Der Stuttgarter Künstler Adolf Valentin Saile schuf für den Neubau das Tauffenster mit dem Motiv des Tauf- und Missionsauftrags Christi sowie ein Wandmosaik zum Gleichnis vom verlorenen Sohn.
- In Oberkollbach wurde 1952 von Architekt Hermann Hornbacher die Johanniskirche gebaut. Das Chorfenster mit Lebensstationen Jesu bis zu Kreuzigung und Auferstehung entwarf und fertigte ebenfalls Adolf Valentin Saile.
- Die Leonhardskirche Igelsloch scheint schon vor dem 13. Jahrhundert ihren Ursprung gehabt zu haben. Sie wurde 1420 erstmals erwähnt und 1954 umgebaut. Dabei erhielt sie ein farbiges Chorfenster vom Stuttgarter Glaskünstler Wolf-Dieter Kohler.
- Die ursprünglich spätgotische Nikolauskirche Würzbach aus dem Jahre 1411 wurde 1860 erneuert.

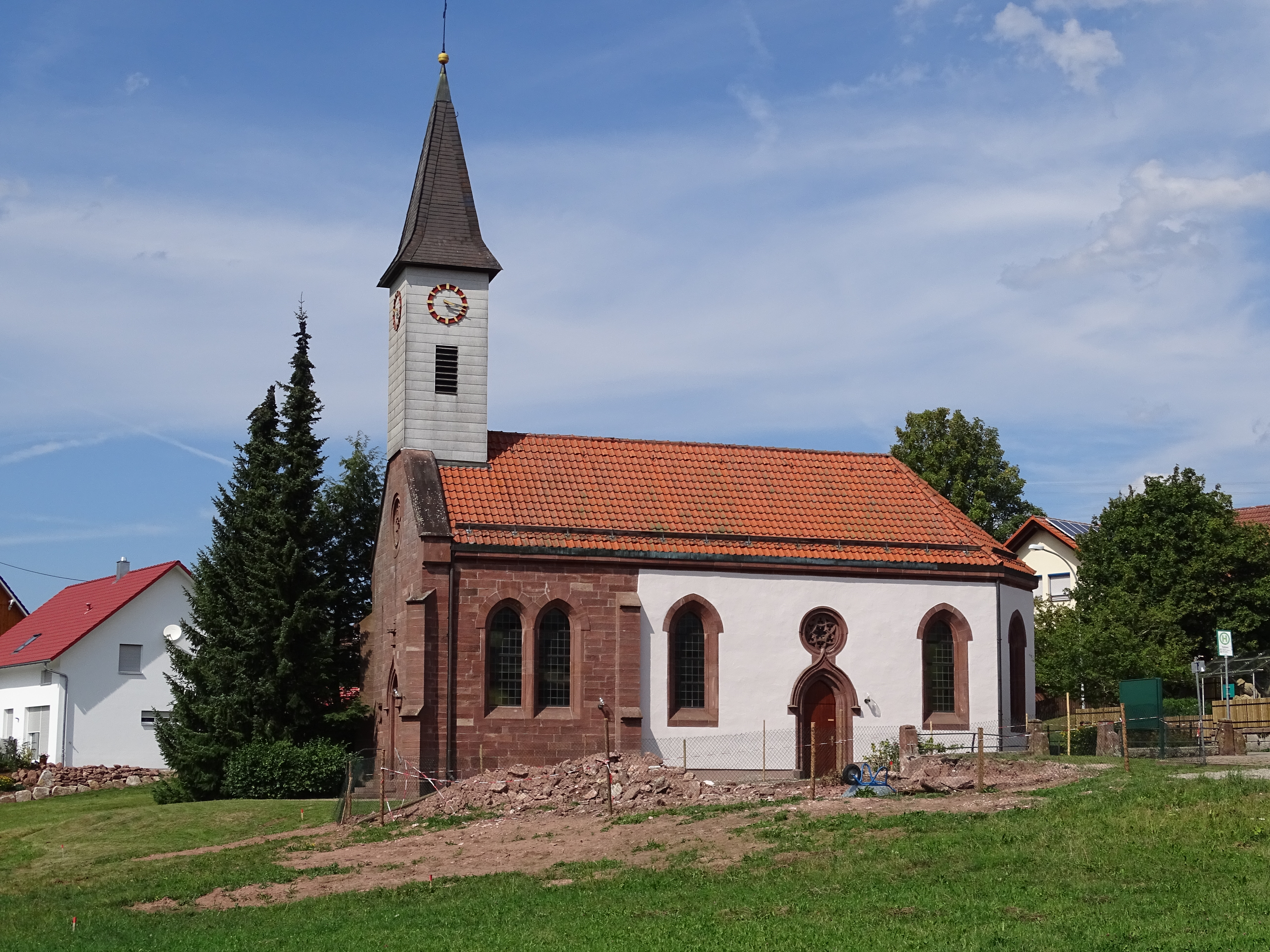
Nikolauskirche Würzbach
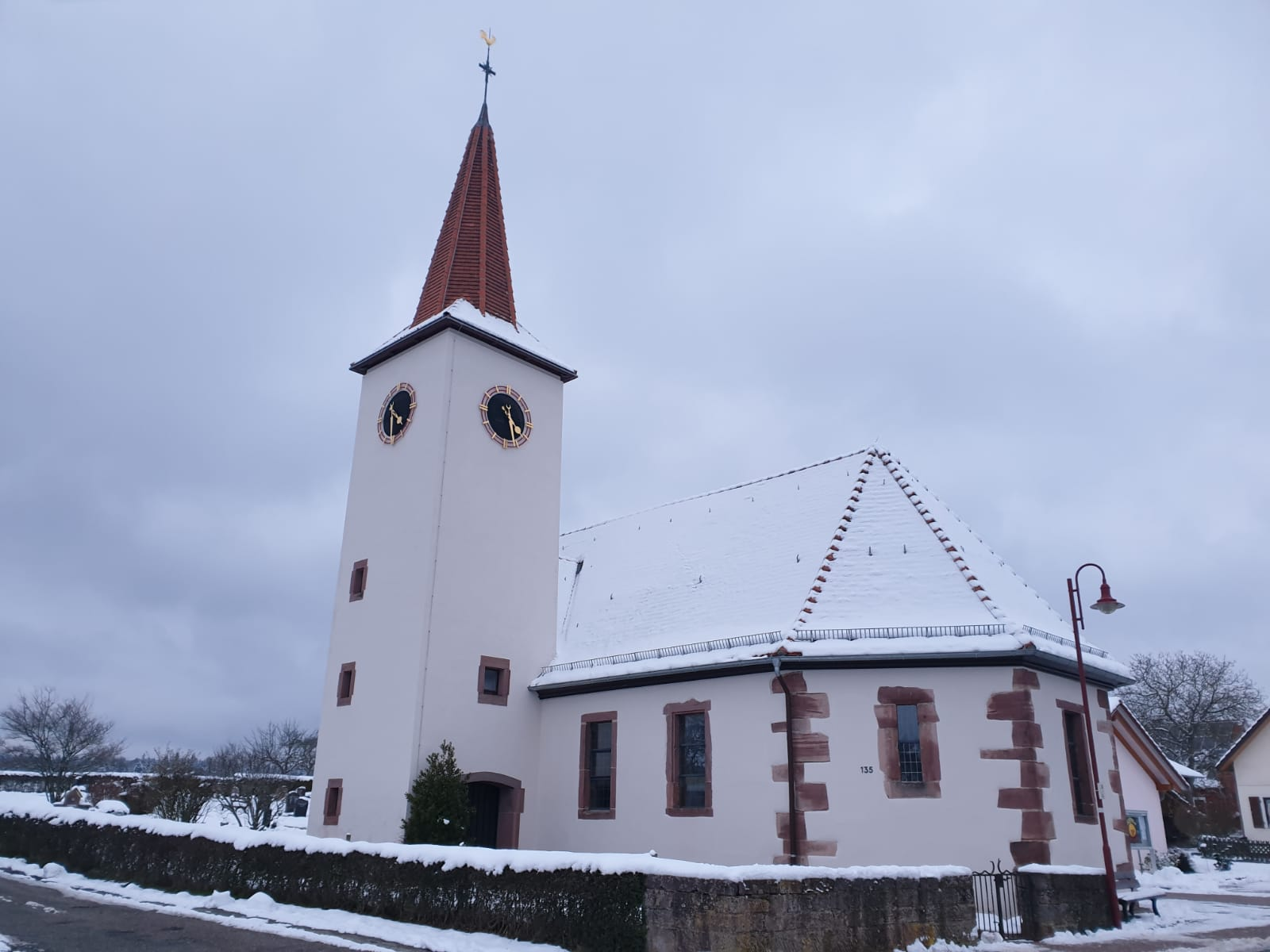
Leonhardskirche Igelsloch
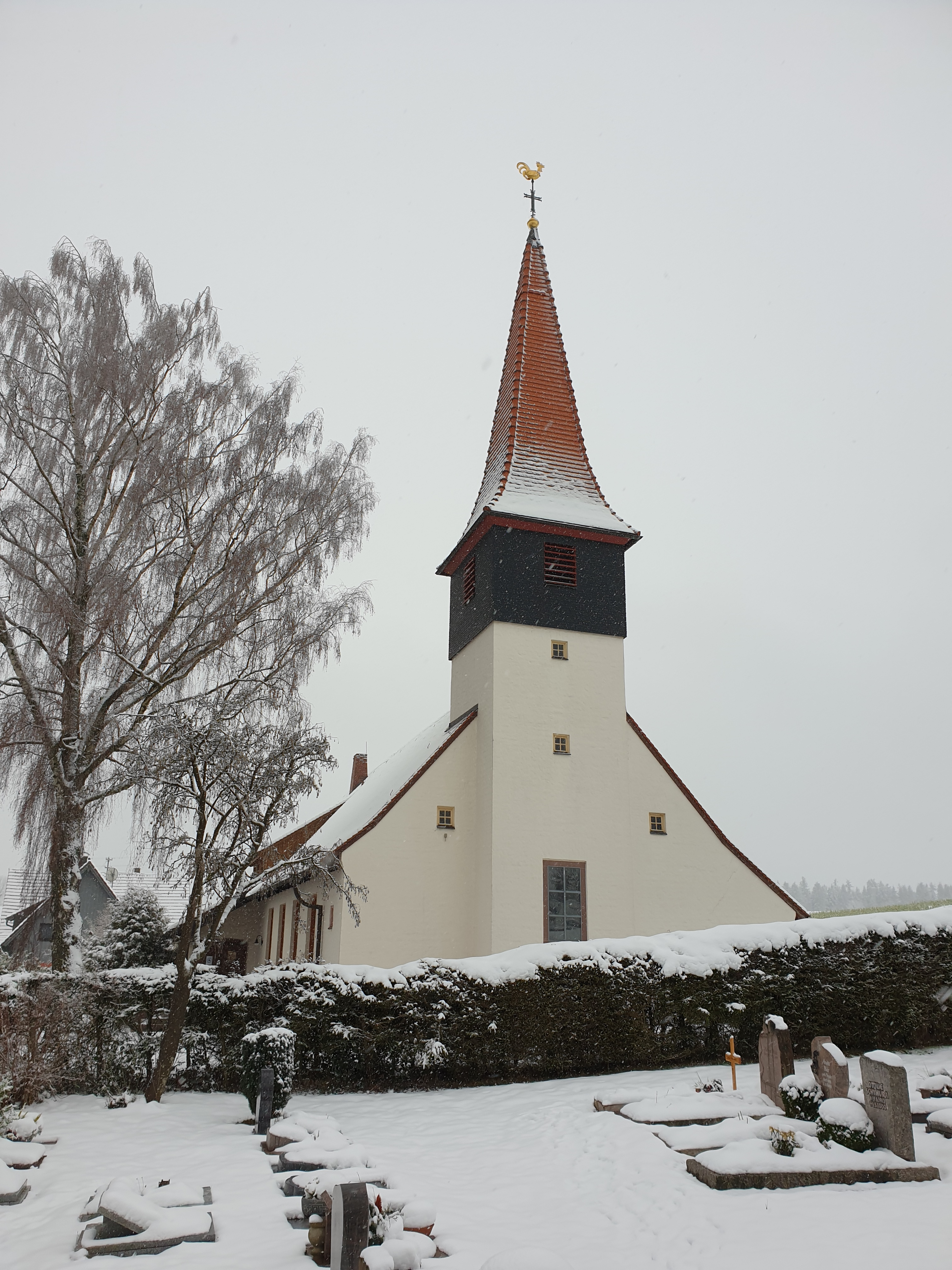
Johanniskirche Oberkollbach

### Bauwerke
In Oberreichenbach befindet sich der ehemalige Atomschutzbunker der baden-württembergischen Landesregierung, der seit 1994 von einem staatsnah arbeitenden privatwirtschaftlichen Unternehmen (COMback GmbH) als Hochsicherheits-Rechenzentrum für EDV-Ausfallvorsorge genutzt wird.

## Wirtschaft und Infrastruktur

### Ansässige Unternehmen
Neben der COMback GmbH ist die Firma Elektro Groß das einzig größere Unternehmen in Oberreichenbach direkt. Außerdem gibt es noch Frisörsalons, Restaurants und Tankstellen. In den Ortsteilen Oberkollbach und Würzbach befinden sich ebenfalls einige Geschäfte, darunter auch kleinere Kaufhäuser.

### Bildung
Direkt in Oberreichenbach befindet sich ein Kindergarten. Zwei weitere sind in den Teilorten Oberkollbach und Würzbach zu finden. Seit 2019 gibt es in Würzbach außerdem einen Waldkindergarten. Eine Grundschule mit neuer Sporthalle ist ebenfalls im Ortsteil Würzbach zu finden.

## Persönlichkeiten
- Otto Mezger (1875–1934), Apotheker, Chemiker und Kriminalist, in Naislach geboren
- Friedrich Pfäfflin (* 1935), Literaturwissenschaftler, Museumsleiter, Publizist, Verlagsbuchhändler und Autor
- Raik Dittrich (* 1968), Biathlet
- Frank Hölzle (* 1968), Ordinarius für Mund-, Kiefer- und Gesichtschirurgie